# Lea Wermelin

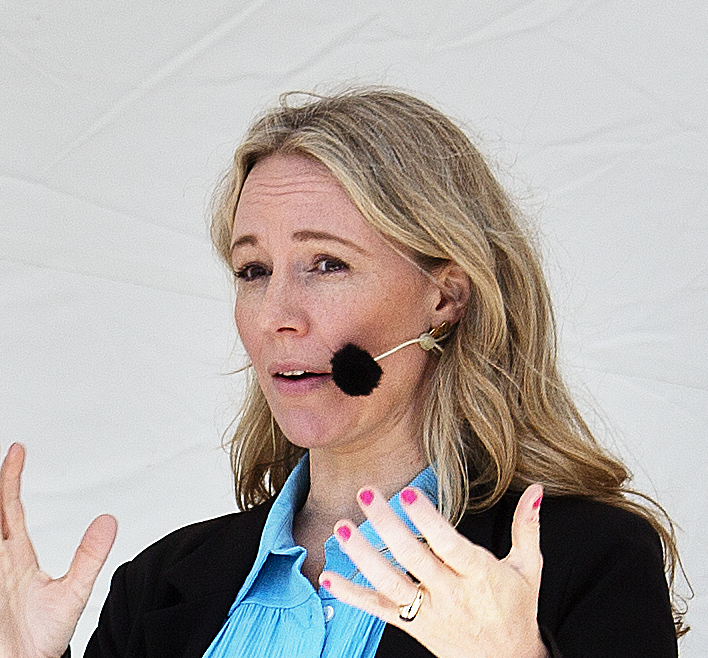
Lea Wermelin

Lea Wermelin (* 10. Mai 1985 in Rønne) ist eine dänische Politikerin der Socialdemokraterne und war in der Regierung Frederiksen I Umweltministerin.

## Leben
Wermelins Großmutter wanderte 1932 dreizehnjährig von Schweden nach Bornholm aus, um auf der Insel als Dienstmädchen zu arbeiten. Auf der Insel wurde Wermelin geboren und wuchs dort auch auf. 2004 machte sie ihr Abitur am Bornholms Gymnasium. Von 2005 bis 2011 studierte sie an der Universität Kopenhagen und erhielt den Abschluss des cand.scient.pol. Von 2008 bis 2010 war sie studentische Hilfskraft im Außenministerium. 2009 verbrachte sie ein Auslandssemester an der Universität Lund.
Am 9. Mai 2014 ließ Wermelin sich im Bornholms Storkreds als Spitzenkandidatin für das Folketing aufstellen und wurde bei der Folketingswahl 2015 mit 18,4 Prozent der Stimmen ins Parlament gewählt. Am 27. Juni 2019 wurde sie von Margrethe II. zur Umweltministerin ins Kabinett Frederiksen I berufen. Bei der nächsten Kabinettsbildung wurde sie nicht berücksichtigt.